# Lancer du disque féminin à la Ligue de diamant 2012
Navigation
2011
Le concours du lancer du disque féminin de la Ligue de diamant 2012 se déroule du 19 mai au 30 août 2012. La compétition fait successivement étape à Shanghai, Eugene, Oslo, Paris, Monaco, Stockholm et Zurich.

## Calendrier
| Date            | Meeting             | Ville     | Pays       |
| --------------- | ------------------- | --------- | ---------- |
| 19 mai 2012     | Golden Grand Prix   | Shanghai  | Chine      |
| 2 juin 2012     | Prefontaine Classic | Eugene    | États-Unis |
| 7 juin 2012     | Bislett Games       | Oslo      | Norvège    |
| 6 juillet 2012  | Meeting Areva       | Paris     | France     |
| 20 juillet 2012 | Meeting Herculis    | Monaco    | Monaco     |
| 17 août 2012    | DN Galan            | Stockholm | Suède      |
| 30 août 2012    | Weltklasse          | Zurich    | Suisse     |

## Résultats
| Date | Meeting   | 1er                              | 1er   | 2e                              | 2e    | 3e                           | 3e    |
| --- | --------- | -------------------------------- | ----- | ------------------------------- | ----- | ---------------------------- | ----- |
| 19 mai 2012 | Shanghai  | Sandra Perković 68,24 m (MR, NR) | 4 pts | Stephanie Brown Trafton 64,20 m | 2 pts | Dani Samuels 62,34 m (SB)    | 1 pt  |
| 1er juin 2012 | Eugene    | Sandra Perković 66,92 m (MR)     | 4 pts | Darya Pishchalnikova 63,76 m    | 2 pts | Żaneta Glanc 62,84 m         | 1 pt  |
| 7 juin 2012 | Oslo      | Sandra Perković 64,89 m          | 4 pts | Nadine Müller 63,60 m           | 2 pts | Yarelis Barrios 63,57 m      | 1 pt  |
| 6 juillet 2012 | Paris     | Dani Samuels 61,81 m             | 4 pts | Sandra Perković 61,46 m         | 2 pts | Mélina Robert-Michon 61,04 m | 1 pt  |
| 20 juillet 2012 | Monaco    | Sandra Perković 65,29 m          | 4 pts | Nadine Müller 64,64 m           | 2 pts | Yarelys Barrios 64,49 m      | 1 pt  |
| 17 août 2012 | Stockholm | Sandra Perković 68,77 m (MR)     | 4 pts | Darya Pishchalnikova 66,85 m    | 2 pts | Nadine Müller 65,07 m        | 1 pt  |
| 30 août 2012 | Zurich    | Sandra Perković 63,97 m          | 8 pts | Yarelis Barrios 61,73 m         | 4 pts | Żaneta Glanc 61,31 m         | 2 pts |
| Records et Performances - AR : Record continental (area record) - CR : Record des championnats (championship record) - MR : Record du meeting (meet record) - NR : Record national (national record) - OR : Record olympique (olympic record) - PR : Record paralympique (paralympic record) - PB : Record personnel (personal best) - SB : Meilleure performance personnelle de la saison (season's best) - WL : Meilleure performance mondiale de l'année (world leader) - WJR : Record du monde junior (world junior record) - WR : Record du monde (world record) Circonstances et Conditions - DNF : N'a pas terminé (did not finish) - DNS : N'a pas pris le départ (did not start) - DQ : Disqualification (disqualification) - NM : Aucun essai valable enregistré (No Mark) - Q : Qualifié « directement » au prochain tour (ou à la prochaine compétition), lors d'une compétition majeure, grâce au classement ou à la réalisation des minima (automatic qualifier) - q : Qualifié au prochain tour (ou à la prochaine compétition), lors d'une compétition majeure, grâce au repêchage ou à la réalisation de l'une des meilleures performances parmi celles des « non qualifiés directement » (grâce au meilleur temps ou à la meilleure distance par exemple) (secondary qualifier) |           |                                  |       |                                 |       |                              |       |

## Classement général
| Rang | Athlète | Points |
| ---- | ------- | ------ |
| 1    |         |        |
| 2    |         |        |
| 3    |         |        |
| 4    |         |        |
| 5    |         |        |